# Trehörningen (Älghults socken, Småland)
Trehörningen är en sjö i Uppvidinge kommun i Småland och ingår i Alsteråns huvudavrinningsområde. Sjön har en area på 0,22 kvadratkilometer och ligger 189,1 meter över havet. Sjön avvattnas av vattendraget Hindabäcken.

## Delavrinningsområde
Trehörningen ingår i det delavrinningsområde (632577-148943) som SMHI kallar för Inloppet i Tämmen. Medelhöjden är 196 meter över havet och ytan är 27,51 kvadratkilometer. Det finns inga avrinningsområden uppströms utan avrinningsområdet är högsta punkten. Hindabäcken som avvattnar avrinningsområdet har biflödesordning 2, vilket innebär att vattnet flödar genom totalt 2 vattendrag innan det når havet efter 86 kilometer. Avrinningsområdet består mestadels av skog (84 %). Avrinningsområdet har 1,43 kvadratkilometer vattenytor vilket ger det en sjöprocent på 5,2 %.